# Гекон токи
Геконът токи (Gekko gecko) е едър вид нощен дървесен гекон. Името си „Токи“ е получил от характерните звуци, които издава.

## Разпространение и местообитание
Видът е разпространен от североизточна Индия, Непал и Бангладеш, през Югоизточна Азия и Филипините до Индонезия и западните части на Нова Гвинея. Естествените му местообитания са дървета и скали в дъждовните гори, но често се адаптира към жилищата на хората в селските райони, където нощно време търси плячката си от насекоми. Нарастващата урбанизация намалява неговия ареал.

## Подвидове
Понастоящем са регистрирани два подвида.
- G. g. gecko (Линей, 1758): тропическа Азия от североизточна Индия до източна Индонезия.
- G. g. azhari (Мертенс, 1955): открит само в Бангладеш.

## Физическо описание
Геконът токи е вторият по големина вид гекони, достигащ дължина до около 28 - 50 cm при мъжките и 18 - 48 cm при женските. Теглото не надвишава 150 - 400 g. Токи има характерен външен вид: синкаво или сивкаво тяло и пръснати по кожата петънца, вариращи от светложълто до яркочервено. Мъжките притежават по-ярка окраска от женските. Имат големи очи с вертикална резка за зеница. Очите им са кафяви до зеленокафяви, могат да бъдат и оранжеви или жълти.
Сравнени с други видове гекони, токи имат масивно телосложение, полухватателна опашка, голяма глава и мускулести челюсти. Въпреки че традицинно се предлагат за домашни любимци, геконите токи имат репутация на своенравни животни, способни да хапят болезнено, а оттам и неподходящи за отглеждане от неопитни гледачи.

## Поведение
Мъжките ревниво пазят територията си и атакуват други мъжки гекони от същия или друг вид, както и всякакви други натрапници на тяхна територия. Живеят поединично и се срещат с други индивиди от вида само по време на размножителния период.

## Хранене
Геконите токи се хранят с насекоми и малки безгръбначни.

## Размножаване
Женските снасят по 1 - 2 яйца с твърда черупка и ги пазят до излюпването.

## Издавани звуци
Повикът на гекона токи, издаван в брачния период, е подобен на силно крякане и на различните места се описва по звучене като токен, гек-гек илипу-кей. Както разпространеното име на вида, така и научното име на рода (извлечено от ономатопоетичните имена на животното на малайски, сундански, тагалог, тайски или явански), както и името на семейство Геконови произтичат от вокализацията на издавания звук. Повикът на токи прилича на повика, издаван от Gekko smithii (голям горски гекон).

## Природозащитен статут
Във Филипините, където е известен като туко, геконът токи бързо става застрашен вид, поради безразборен лов. Улавянето, транспортирането и продажбата на гекони без разрешително е наказуемо с до 12 години затвор и глоба до 1 000 000 песо по силата на Постановление 9147, в допълнение към други приложими международни правни разпоредби. Въпреки това, търговията протича необезпокоявано, поради огромния брой нелегални търговци и сведенията за изгодни сделки.
В Китай и Виентнам гекони токи често биват продавани за медицински цели.